# بالجیت سینگ
بالجیت سینگ (متولد ۲۷ اکتبر ۱۹۶۲) استاد از تبار سنت مت است.
آموزه‌های او شامل تمرین باطنی گوش دادن به جریان صوتی، شبدا، نما و خودشناسی و خداشناسی است.